# New Faces
New Faces går som spår fem på Rolling Stones album Voodoo Lounge, släppt 12 juli 1994. Låten spelades in i juli - augusti och november - december 1993 och skrevs av Mick Jagger och Keith Richards. Låten är en av de första där Bill Wyman inte medverkar som basist.
Texten handlar om en ung skön man som är sinnebilden för ungdom. Men bakom ytan lurar en djävul som kan slå till och lära vederbörande en läxa. "Well, well, he's got stories to tell / He bites off more than he chews" ("Ja, ja, han kör med sina historier / Han tar större tugga än han klarar av att äta"), lyder en av refrängerna på den två minuter och 50 sekunder långa låten.

## Medverkande musiker
- Mick Jagger - sång och akustisk gitarr
- Keith Richards - stämmsång och akustisk gitarr
- Darryl Jones - elbas
- Charlie Watts - tamburin
- Chuck Leavell - cembalo
- Frankie Gavin - bleckflöjt
- Luis Jordyn - regnpinne